# Cerkiew św. Barbary w Wilnie
Cerkiew św. Barbary – domowa cerkiew prawosławna w Wilnie, w dzielnicy Markucie (lit. Markučiai). 
Została wzniesiona w 1905 przy domu Grigorija i Barbary Puszkinów. Za życia właścicielki posesji (zmarłej w 1935) w obiekcie regularnie odbywały się nabożeństwa prawosławne. Obecnie cerkiew jest nieczynna. 
Wybudowana w stylu eklektycznym, malowana z zewnątrz na biało i żółto, posiada jedną cebulastą kopułę umieszczoną na bębnie z rzędem kolumn. Ponad wejściem do budynku znajduje się rozeta, okna cerkwi są półkoliste. Poniżej poziomu dachu całość otacza fryz, wyżej rząd oślich łuków. Obiekt wzniesiony jest na planie kwadratu, bez wydzielonego przedsionka. 